# Club Atlético River Plate 1936
Questa voce raccoglie le informazioni riguardanti il Club Atlético River Plate nelle competizioni ufficiali della stagione 1936.

## Stagione
Alla sua seconda stagione sulla panchina del club, Imre Hirschl vinse il titolo argentino, denominato "Copa Campeonato". Su 17 gare a disposizione, la squadra del tecnico ungherese si aggiudicò 13 vittorie, 2 pareggi e 2 sconfitte. La formazione dalla banda rossa registrò il miglior attacco, con 49 gol fatti, e la miglior difesa, con 19 gol subiti.

## Maglie e sponsor
| Casa | Trasferta |

## Rosa

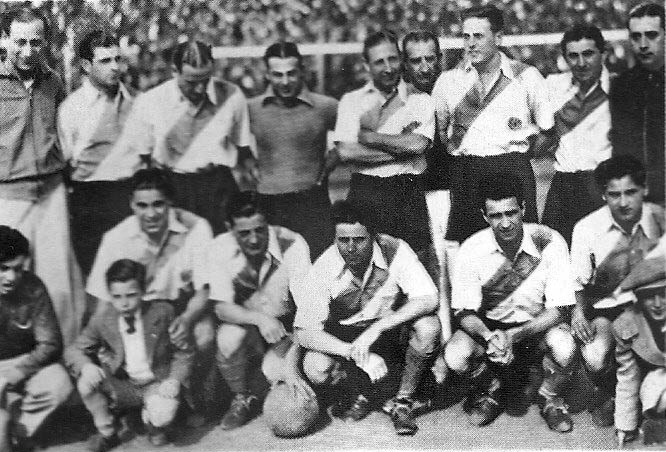
Un'altra formazione del '36

| N. |                      | Ruolo | Calciatore         |
| -- | -------------------- | ----- | ------------------ |
|    | Argentina (bandiera) | P     | Ángel Bossio       |
|    | Argentina (bandiera) | P     | Albino Loayza      |
|    | Argentina (bandiera) | P     | Pedro Manzini      |
|    | Argentina (bandiera) | P     | Sebastián Sirni    |
|    | Argentina (bandiera) | D     | Joaquín Bezos      |
|    | Argentina (bandiera) | D     | Humberto Coloccini |
|    | Argentina (bandiera) | D     | Alberto Cuello     |
|    | Argentina (bandiera) | D     | Federico Fatecchi  |
|    | Argentina (bandiera) | D     | Carlos Santamaría  |
|    | Argentina (bandiera) | D     | Ricardo Vaghi      |
|    | Argentina (bandiera) | D     | Luis Vassini       |
|    | Argentina (bandiera) | D     | Aarón Wergifker    |
|    | Argentina (bandiera) | C     | Roberto Albérico   |
|    | Argentina (bandiera) | C     | Esteban Malazzo    |
|    | Argentina (bandiera) | C     | José Minella       |

| N. |                      | Ruolo | Calciatore            |
| -- | -------------------- | ----- | --------------------- |
|    | Argentina (bandiera) | C     | Bruno Rodolfi         |
|    | Argentina (bandiera) | C     | Cecilio Wilson        |
|    | Argentina (bandiera) | A     | Julio Castillo        |
|    | Argentina (bandiera) | A     | Renato Cesarini       |
|    | Argentina (bandiera) | A     | Aristóbulo Deambrossi |
|    | Argentina (bandiera) | A     | Manuel Ferreiro       |
|    | Argentina (bandiera) | A     | Bernabé Ferreyra      |
|    | Argentina (bandiera) | A     | Manuel Iturri         |
|    | Argentina (bandiera) | A     | Osvaldo Landoni       |
|    | Argentina (bandiera) | A     | José Manuel Moreno    |
|    | Argentina (bandiera) | A     | Adolfo Pedernera      |
|    | Argentina (bandiera) | A     | Carlos Peucelle       |
|    | Argentina (bandiera) | A     | Luis Rongo            |
|    | Argentina (bandiera) | A     | Gregorio Samaniego    |
|    | Argentina (bandiera) | A     | Eladio Vaschetto      |

## Statistiche

### Statistiche di squadra
| Competizione     | Punti | Totale | Totale | Totale | Totale | Totale | Totale | DR  |
| Competizione     | Punti | G      | V      | N      | P      | Gf     | Gs     | DR  |
| ---------------- | ----- | ------ | ------ | ------ | ------ | ------ | ------ | --- |
| Primera División | 28    | 17     | 13     | 2      | 2      | 49     | 19     | +30 |
| Totale           | -     |        |        |        |        |        |        | -   |